# Nhạc pop Indonesia

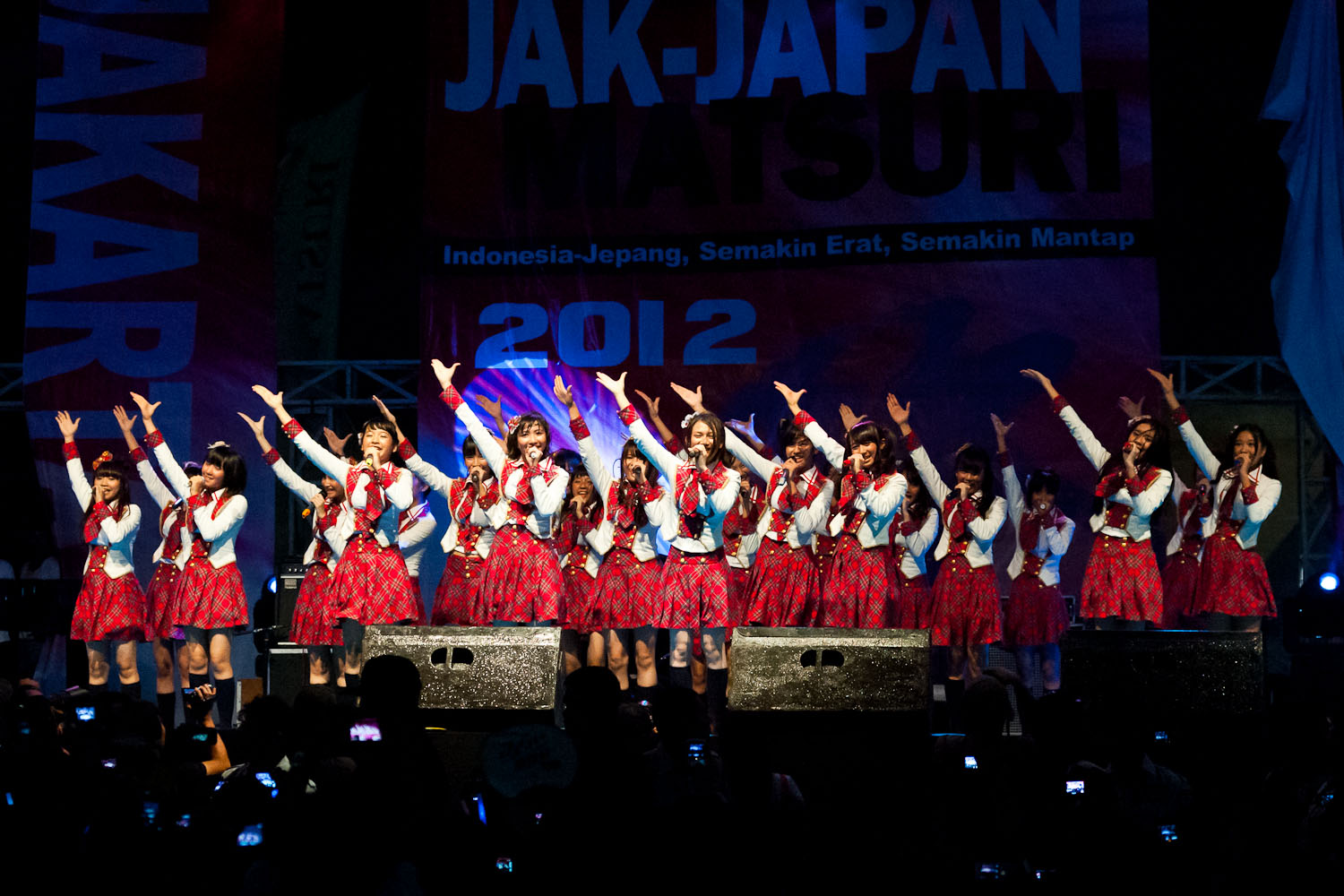
JKT48 - nhóm nhạc nữ thần tượng Indonesia và là nhóm nhạc chị em quốc tế đầu tiên của AKB48 tại xứ sở vạn đảo

Nhạc pop Indonesia hay Indo-pop (tiếng Indonesia: Pop Indo) còn được gọi là Indonesian pop (viết tắt: I-Pop) được định nghĩa đơn thuần như là nhạc pop tiếng Indonesia. Tuy nhiên ở tầng nghĩa rộng hơn nó có thể bao trùm cả nền văn hoá đại chúng Indonesia bao gồm điện ảnh Indonesia và sinetron (phim truyền hình Indonesia).
Nhạc pop tiếng Indonesia ngày nay bị ảnh hưởng nặng nề bởi các xu hướng và bản thu âm từ Mỹ, Anh và châu Á (Nhật Bản và Hàn Quốc). Tuy nhiên theo chiều ngược lại, phong cách nhạc pop của Indonesia cũng ảnh hưởng đến văn hoá đại chúng khu vực ở Đông Nam Á, đặc biệt là nhạc pop Malaysia bắt đầu bắt chước phong cách nhạc pop của Indonesia vào cuối những năm 2000. Dù có những ảnh hưởng khác nhau đến từ nhạc pop Mỹ, nhạc pop Anh và hiển nhiên cả J-pop và K-pop của châu Á, nhưng hiện tượng nhạc pop Indonesia không hoàn toàn phát sinh, nó thể hiện được tình cảm và phong cách của đời sống Indonesia đương đại.

## Lịch sử
Koes Bersaudara sau này được thành lập với tên gọi Koes Plus được coi là một trong những nghệ sĩ tiên phong của nhạc pop và rock 'n roll Indonesia vào những năm 1960 và 1970. Ảnh hưởng âm nhạc của Mỹ và Anh đã thể hiện rõ ràng trong âm nhạc của Koes Bersaudara, The Beatles được biết đến là những người có ảnh hưởng chính của ban nhạc này. Một số nhạc sĩ Indonesia đã tồn tại qua nhiều thập kỷ và trở thành huyền thoại âm nhạc Indonesia, chẳng hạn như các ca sĩ nhạc pop và ballad Iwan Fals và Chrisye ; huyền thoại nhạc rock God Bless, Panbers, và D'Lloyd; dangdut maestro Rhoma Irama.
Vào những năm 2000, các ban nhạc nổi tiếng bao gồm Peterpan, Slank, Dewa 19, Gigi, Jamrud, Sheila on 7 , Padi , Tipe-X , Ungu , Radja , Letto , Nidji và D'Masiv , tất cả đều được giới thiệu trên MTV Châu Á và thường xuyên lưu diễn trên toàn quốc cộng với các nước lân cận Singapore và Malaysia . Những ban nhạc này đã nhận được sự đón nhận nồng nhiệt trong khu vực (bao gồm cả Brunei), một số người cho rằng điều này là do từ vựng được chia sẻ trung lập trong sáng tác so với các bản truyền miệng được nói giữa các quốc gia này trong khi một số người đã suy đoán về sự gia tăng của băng đĩa vi phạm bản quyền là nguyên nhân chính. Sự phổ biến của âm nhạc Indonesia ở Malaysia nói riêng đã trở nên quá tải đến nỗi vào năm 2008, các đài phát thanh ở đó đã đưa ra yêu cầu hạn chế số lượng bài hát Indonesia được phát sóng để các nhạc sĩ địa phương có cơ hội công bằng hơn.
Một số ban nhạc pop rock này kết hợp nguồn gốc Mã Lai truyền thống vào âm thanh của họ, làm sống lại phong cách Orkes Melayu cũ từng phổ biến trong khu vực trên khắp Indonesia và Malaysia. Các ban nhạc như vậy thuộc tiểu nhóm "Ban nhạc Pop Melayu" (Ban nhạc Pop Mã Lai) đã trở nên nổi tiếng vào cuối những năm 2000 với các nghệ sĩ như Kangen Band, WALI, Hijau Daun, Armada, Angkasa và ST 12.
Những ảnh hưởng nước ngoài gần đây nhất đối với nhạc pop Indonesia là phong cách và thể loại của J-pop và K-pop. Một số ban nhạc tuân theo quy ước của các thể loại âm nhạc này bao gồm như J-Rocks , Zivilia, SOS, Hitz và JKT48; đặc biệt là nhóm thứ hai là một nhánh của nhóm nhạc nữ nổi tiếng Nhật Bản AKB48 .
Các ca sĩ Indonesia như Agnez Mo đã trở nên nổi tiếng ở các nước châu Á lân cận như Malaysia, Singapore, Việt Nam, Sri Lanka, Campuchia và Philippines.  Đĩa đơn năm 2018, "Heaven" do Afgan , Isyana Sarasvati và Rendy Pandugo thu âm đã trở nên nổi tiếng không chỉ ở Indonesia mà còn ở Đài Loan, Việt Nam và Sri Lanka, lọt vào top 10 ở cả bốn quốc gia.
Năm 2018, trong Đại hội thể thao châu Á , bài hát chủ đề chính thức "Meraih Bintang", do ca sĩ nhạc pop dangdut Via Vallen thể hiện đã trở nên lan truyền ở nhiều quốc gia cả trong và ngoài châu Á; với nhiều ca sĩ biểu diễn các bản cover đã dịch của bài hát bằng ngôn ngữ mẹ đẻ của họ và tải video lên YouTube.
Ngay sau đó, Rich Brian , NIKI , Stephanie Poetri , Weird Genius và Rainych , tất cả đều là người Indonesia, đã trở nên nổi tiếng quốc tế vào khoảng năm 2018–2021. Tất cả chúng chủ yếu là một phần của các nhãn hiệu quốc tế, và tượng trưng cho sự nổi tiếng của Indo pop.

## Ảnh hưởng tại Việt Nam
Tại Việt Nam, những năm 1990-2000 hầu như thị trường nhạc trẻ Indonesia hiếm khi thịnh hành từ lúc du nhập và không như làn sóng C-pop, US-UK, J-pop, K-pop và nhạc pop Thái Lan. Si Jantung Hati (tạm dịch: Em đẹp như bông hồng' hay Người yêu dấu ơi!) là một ca khúc tiếng Indonesia lừng danh ở Đông Nam Á nửa cuối thập niên 1980. Với giai điệu nhẹ nhàng, quyến rũ, Si Jantung Hati đã đạt được thành công vang dội, vượt ra khỏi ranh giới đất nước Indonesia, lan rộng khắp Đông Nam Á, trở thành một trong những bài hát thành công nhất của Ade. Nhiều ca sĩ nổi tiếng của Indonesia đã từng trình diễn bài hát này, nổi bật nhất là phân bản do chính Ade Putra song ca với nữ ca sĩ Ira Maya Sopha (tên thật là Hyra Maya Sopha) năm 1986.
Tại Việt Nam, "Si Jantung Hati" được biết đến với phiên bản lời Việt "Hẹn hò đêm trăng" do Nhật Ngân sáng tác. Ngoài ra cũng ghi nhận được các phiên bản tiếng Nhật, tiếng Hoa (phổ thông)... Bài hát này từng được ca sĩ Đan Trường và Eva Kdi trình bày. Với phiên bản dành cho thiếu nhi, nhạc sĩ Nguyễn Ngọc Thiện viết lời Việt với tựa đề "Về quê cũ", không chỉ có Thu Ngọc (cựu thành viên nhóm Mây Trắng) trình bày mà bé Xuân Mai từng thể hiện thành công trong liveshow "Con cò bé bé" số 13 & 16. Ngoài ra, ca khúc "Sao em làm ngơ" được viết lại lời Việt bởi nhạc sĩ Duy Hải từ nguyên bản tiếng Indonesia "Gangtengya Parcaku" của Nini Carlina do ca sĩ Thanh Thảo và Nhật Hào trình bày.
| STT | Tên bài hát gốc    | Album                                    | Nghệ sĩ thể hiện    | Năm phát hành | Tên bài hát phiên bản Việt Nam                                                                                   |
| --- | ------------------ | ---------------------------------------- | ------------------- | ------------- | --- |
| 1   | Si Jantung Hati    | Ade Putra                                | Si Jantung Hati     | 1984          | - Duyên Hồng - Nhật Hào - Hẹn Hò Đêm Trăng - Như Quỳnh & Mạnh Đình - Về Quê Cũ - Thu Ngọc - Về Quê Cũ - Xuân Mai |
| 2   | Impian Semalam     |                                          | Mus Mulyadi         | 1990          | Những Ngày Hoa Mộng - Thiên Kim                                                                                  |
| 3   | Jamilah            |                                          | Jamal Mirdad        | 1999          | Nàng Yamila - Sơn Hạ                                                                                             |
| 4   | Madu Dan Racun     |                                          | Bill & Brod         | 1985          | Anh Là Tình Yêu Của Em - Như Mai                                                                                 |
| 5   | Gantengnya Pacarku | Gantengnya Pacarku                       | Mini Carlina, Doyok | 1995          | Sao Em Làm Ngơ? - Nhật Hào, Thanh Thảo                                                                           |
| 6   | Goyang-Goyang      | Jangan Menangis                          | Sakura Teng         | 1991          | Hãy Quên Đi - Cẩm Ly, Minh Tuyết                                                                                 |
| 7   | Bang Joni          | Seleksi Edisi Khusus Juara Super Dangdut | Santa Hoky          | 1992          | Xuân Đến - Ngọc Linh, Diễm Quyên                                                                                 |